# П'єр Куада
П'єр Куада (фр. Pierre Kouada, нар. 29 червня 1966) — буркінійський футболіст, який грав на позиції захисника. Відомий за виступами за клуб «Етуаль Філант» та національну збірну Буркіна-Фасо.

## Футбольна кар'єра
П'єр Куада на клубному рівні грав у складі клубу «Етуаль Філант» з Уагадугу, у складі якого у 1996 році став володарем Кубка Буркіна-Фасо. У 1994—1997 роках Куада грав у складі національної збірної Буркіна-Фасо. У складі збірної футболіст брав участь у Кубку африканських націй 1996 року, на якому зіграв 2 матчі. Загалом у складі збірної Куада зіграв 5 матчів, у яких забитими м'ячами не відзначився.